# Io me ne andrei/Amore
Io me ne andrei/Amore è un singolo della cantante italiana Gilda Giuliani pubblicato nel 1976 dalla RCA.

## Descrizione

### Io me ne andrei
Io me ne andrei è la cover dell'omonimo brano di Claudio Baglioni, inciso da lui tre anni prima.  Claudio Baglioni collabora alla versione di Gilda Giuliani come seconda voce. Nel 1977 la Giuliani ha registrato anche una versione spagnola del brano dal titolo Me Marcharè; in questa versione la seconda voce è di Amedeo Minghi.

### Amore
Il brano ha partecipato al Festivalbar 1976. Nel 1994 è stato ripreso da Mina e Riccardo Cocciante. L'autore è Maurizio Monti che l'aveva già incisa anch'esso tre anni prima.